# Pure and Crooked
| Recensione | Giudizio |
| ---------- | -------- |
| AllMusic   |          |

Pure and Crooked è un album di Iain Matthews, pubblicato dall'etichetta discografica Gold Castle Records nel 1990.

## Tracce

### CD
Testi e musiche di Iain Matthews, eccetto dove indicato.
1. Like Dominoes – 3:58
2. Mercy Street – 4:10 (Peter Gabriel)
3. A Hardly Innocent Mind – 5:12 (testo: David Surkamp – musica: David Surkamp, Douglas Rayburn)
4. New Shirt – 3:51
5. Bridge of Cherokee – 4:22
6. Busbys Babes – 2:04
7. Rains of '62 – 4:29
8. Say No More – 4:44 (David Perkins)
9. Perfect Timing – 4:31 (Iain Matthews, Mark Hallman)
10. Out of My Range – 3:09
11. This Towns No Lady – 3:50

Edizione CD del 1994, pubblicato dalla Watermelon Records (Watermelon CD 1029)
Testi e musiche di Iain Matthews, eccetto dove indicato.
1. Like Dominoes – 3:58
2. Mercy Street – 4:10 (Peter Gabriel)
3. A Hardly Innocent Mind – 5:12 (testo: David Surkamp – musica: David Surkamp, Douglas Rayburn)
4. New Shirt – 3:51
5. Bridge of Cherokee – 4:22
6. Busby's Babes – 2:04
7. Rains of '62 – 4:29
8. Say No More – 4:44 (David Perkins)
9. Perfect Timing – 4:31 (Iain Matthews, Mark Hallman)
10. Out of My Range – 3:09
11. This Town's No Lady – 3:50
12. Drive – 1:25 – Traccia bonus
13. Voices – 4:29 – Traccia bonus
14. I Don't Wanna Talk About It – 3:45 (Danny Whitten) – Traccia bonus - Registrato dal vivo al Club Knust di Amburgo, Germania
15. Wings – 2:19 (David Hayes, Iain Matthews) – Traccia bonus
16. O'Donnell Street Revisited – 1:34 – Traccia bonus

## Musicisti
- Iain Matthews – voce, chitarra acustica, percussioni, cori
- Mark Hallman – Roland R-8, drum programming, basso, chitarra acustica, chitarra elettrica gretsch tennessean, tastiere, cori, bow
- Bradley Kopp – chitarra elettrica gretsch tennessean, chitarra acustica
- Scott Neubert – dobro, chitarra slide
- Kevin Conway – batteria
- Chris Vreeland – basso (brani: Like Dominoes e Bridge of Cherokee)
- Ted Sweeney – basso (brani: Rains of '62 e Out of My Range)

Note aggiuntive
- Mark Hallman – produttore
- Registrazioni effettuate nell'ottobre 1989 al Congress House Studio, Austin, Texas [2]
- Mark Hallman – ingegnere delle registrazioni
- Bradley Kopp – assistente ingegnere delle registrazioni (da Nº1 a Nº11)
- Mastering di Wally Traugott al Capitol [3]